# U-Bahnhof Chelas

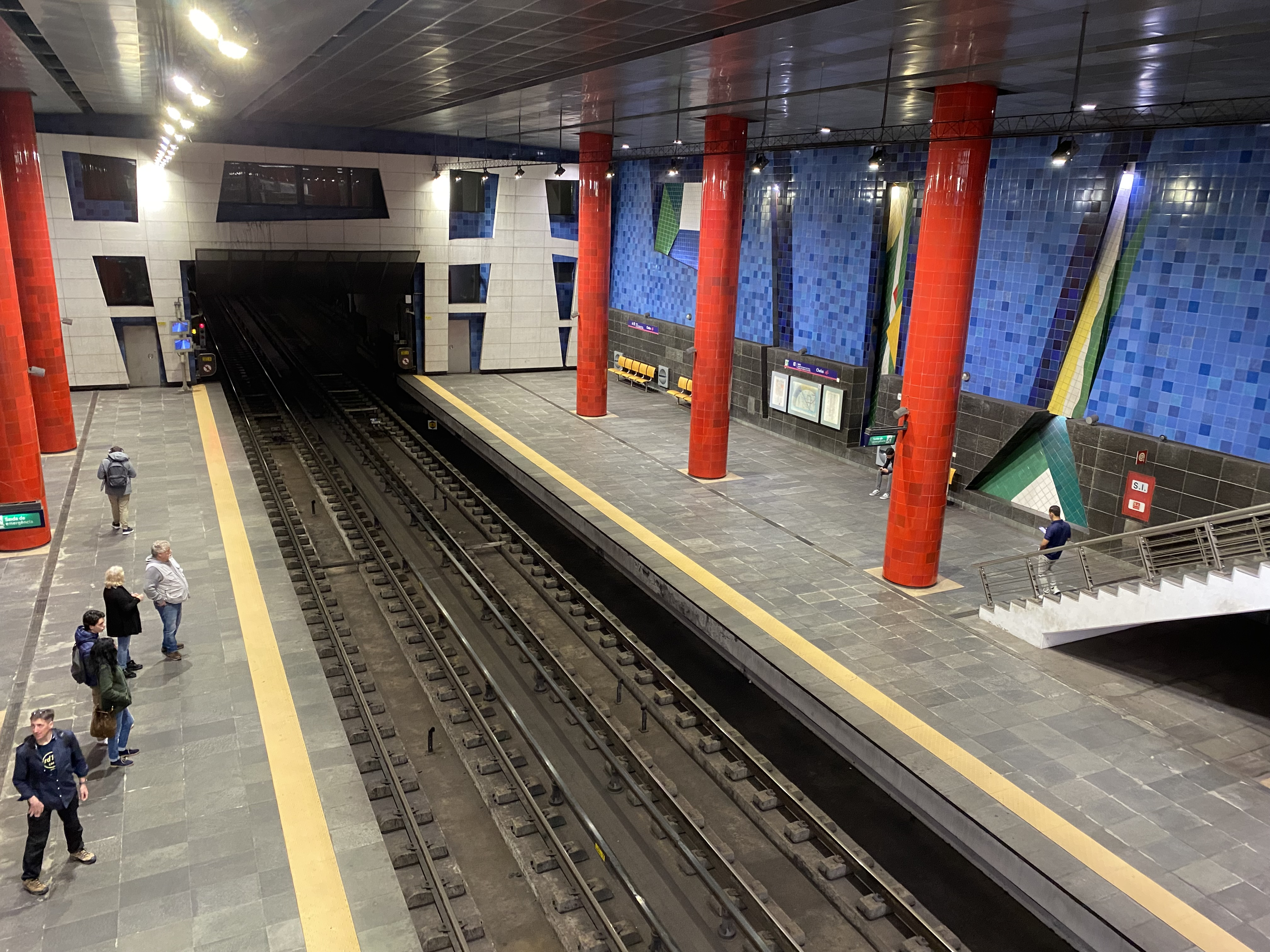
U-Bahnhof Chelas

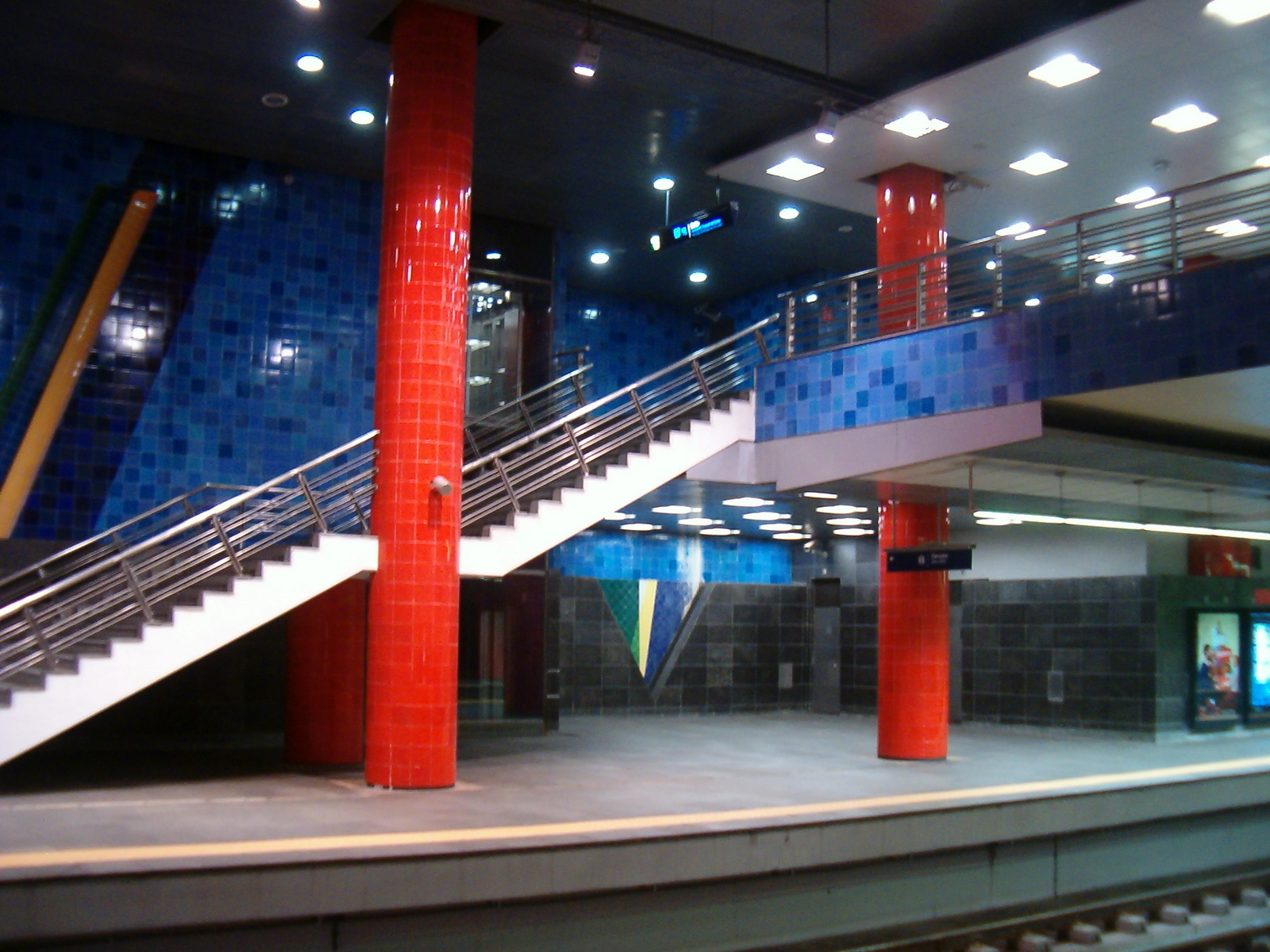
Blick auf die Treppen zum Zwischengeschoss

Chelas ist ein U-Bahnhof der Linha Vermelha der Metro Lissabon, des U-Bahn-Netzes der portugiesischen Hauptstadt. Der Bahnhof befindet sich unter der Straße Avenida Dr. Augusto de Castro in der Lissabonner Stadtgemeinde Marvila. Die Nachbarbahnhöfe sind Bela Vista und Olivais; der Bahnhof ging am 19. Mai 1998 in Betrieb.

## Geschichte
Der U-Bahnhof Chelas gehört – neben sechs anderen Bahnhöfen – zur 1998 neu eröffneten Linha Vermelha, die anlässlich der Weltausstellung 1998 im heutigen Parque das Nações errichtet wurde. Der Bahnhof ging am 19. Mai 1998 in Betrieb.
Den Bahnhof entwarf die Architektin Ana Nascimento, die auch schon bei anderen Lissabonner U-Bahnhöfen mitwirkte (unter anderem U-Bahnhof Pontinha, Modernisierung des Bahnhofes Roma). Der Entwurf bleibt jedoch bei den üblichen Lissabonner Maßstäben, so besitzt der Bahnhof zwei 105 Meter lange Seitenbahnsteige und ein in der Mitte quer liegendes Zwischengeschoss. Besonderheit im Zwischengeschoss sind die zwei größeren Leuchtquellen, die Tageslicht in den Bahnhof hineinbringen und so dem Fahrgast die Nähe zwischen „unterirdischer und oberirdischer Welt“ verdeutlichen sollen. Als weiteres Detail sind die vertikal langen, von hinten beleuchten Seitenfenster an den Bahnsteigwänden. Wie alle jüngst gebauten U-Bahnhöfe, erhielt der Bahnhof drei Aufzugsanlagen.
Jorge Martins, der für die künstlerische Ausgestaltung verantwortlich war, wählte zahlreiche verschiedene Fliesenmuster, um den Bahnhof ein sehr kontrastreiches und farbenfrohes Bild zu geben; besonders deutlich wird dies an den ins Auge stechenden roten Trägersäulen deutlich.
In näherer Umgebung des Bahnhofes befinden sich das Instituto Superior de Engenharia de Lisboa und die Associação Portuguesa de Escolas de Condução.

## Verlauf
Am U-Bahnhof bestehen Umsteigemöglichkeiten zu den Buslinien der Carris.
| Linie | Verlauf |
| ----- | --- |
|       | Aeroporto – Encarnação – Moscavide – Oriente – Cabo Ruivo – Olivais – Chelas – Bela Vista – Olaias – Alameda – Saldanha – São Sebastião |